# Cruzeiro Futebol Clube (Bahia)
Cruzeiro Futebol Clube é um clube brasileiro de futebol da cidade de Cruz das Almas, no estado da Bahia. Suas cores são azul, amarelo e branco.

## História
Foi fundado em 26 de setembro de 1967. Em 1998 foi campeão da Segunda Divisão Baiana.[carece de fontes?]
Disputou a Segunda Divisão Baiana pela última vez em 2012.

## Títulos
| ESTADUAIS | ESTADUAIS                      | ESTADUAIS | ESTADUAIS  |
|           | Competição                     | Títulos   | Temporadas |
| --------- | ------------------------------ | --------- | ---------- |
|           | Campeonato Baiano - 2ª Divisão | 1         | 1998       |

### Participações
| Competição | Competição        | Temporadas | Melhor campanha    | Anos                        | P | R |
| Bahia      | Campeonato Baiano | 5          | 5º colocado (2000) | 1999-2004                   |   | 1 |
| Bahia      | Segunda Divisão   | 5          | Campeão (1998)     | 1998, 2005-2006, 2008, 2012 | 1 |   |